# Beatmania
 (août 2015).
Si vous disposez d'ouvrages ou d'articles de référence ou si vous connaissez des sites web de qualité traitant du thème abordé ici, merci de compléter l'article en donnant les références utiles à sa vérifiabilité et en les liant à la section « Notes et références ».
Beatmania (ビートマニア, Bīto Mania), parfois stylisé beatmania, est un jeu vidéo de rythme développé et distribué par le distributeur de jeux vidéo japonais Konami et commercialisé pour la première fois en 1997. Le jeu a largement contribué à l'influence massive dans le domaine des jeux vidéo musicaux à partir de 1998 et la série a été adaptée et commercialisée depuis les bornes d'arcade aux consoles de salon en passant par les consoles portables, réalisant ainsi des millions d'exemplaires vendus à travers le monde. La société Bemani provient du titre originel du jeu (Beatmania) depuis le jeu vidéo Beatmania 3rdMix. La série se termine par Beatmania The Final, commercialisé en 2002.
Bien que la série n'a jamais été adaptée sur ordinateur, il existe des émulateurs permettant de jouer à l'aide du clavier d'ordinateur ou même d'une manette PlayStation. Sa popularité a conduit à des adaptations non officielles, l'une des plus célèbres étant BM98.

## Système de jeu

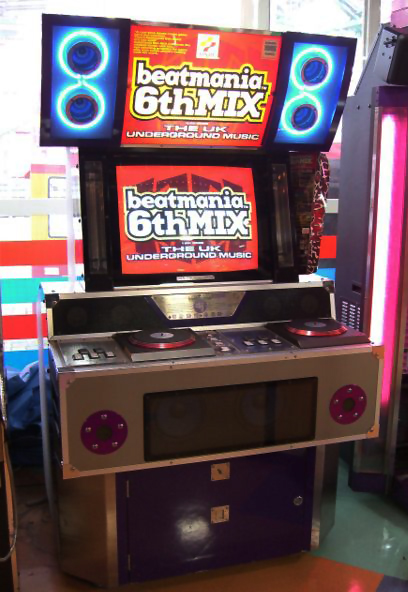
Borne d'arcade de Beatmania 6thMIX: The UK Underground Music.

Le joueur incarne un DJ qui doit manipuler une table de mixage selon les instructions données par l'écran et gagner un maximum d'audience. Chaque jeu possède ses propres chansons, ses variantes de difficulté et chaque chanson doit atteindre un certain niveau de satisfaction de l'audience pour progresser au niveau suivant.
Durant une partie, une musique est jouée en fond sonore, et des pastilles ou "notes" tombent du haut de l'écran et viennent frapper une ligne rouge située en bas de l'écran du joueur. Chaque pastille correspond à une touche du contrôleur, ou à la platine à scratcher, et le but est d'appuyer sur la touche associée à chaque note exactement au moment où celles-ci atteignent la ligne en bas de l'écran. Lorsqu'un touche ou la platine est actionnée, un son (ou "keysound") est joué en rythme : par-dessus un fond sonore, le joueur recompose alors la musique. En cas de succès, il est question de "note juste", et si le joueur appuie sur une mauvaise touche (soit trop tôt ou trop tard), il est question de "fausse note". Le contrôleur est une table tournante de DJ, et 5 boutons ressemblant à la disposition de ceux d'un clavier de piano. Dans "beatmania IIDX", il y a 7 boutons (3 noirs et 4 blancs) et une table tournante. C'est aussi le cas de la nouvelle version PlayStation 2 (PS2).

## Postérité

### Arcade
La série a débuté en 1997 avec Beatmania (connue sous le nom de Beatstage au Royaume-Uni et Hip Hop Mania aux États-Unis) et s'est terminé en 2002 avec la sortie de Beatmania: The Final. Il laisse ensuite la place à Beatmania IIDX.
- Beatmania (Décembre 1997)
- Beatmania 2ndMix (Mars 1998)
- Beatmania 3rdMix (Septembre 1998)
- Beatmania CompleteMix (Janvier 1999)
- Beatmania 4thMix -the beat goes on- (26 avril 1999)
- Beatmania 5thMix -Time to get down- (Septembre 1999)
- Beatmania complete Mix 2 (27 janvier 2000)
- Beatmania Club Mix (Mars 2000)
- Beatmania featuring Dreams Come True (Juin 2000)
- Beatmania Core Remix (Novembre 2000)
- Beatmania 6thMix - The UK Underground Musics- (Juillet 2001)
- Beatmania 7thMix - Keepin' Evolution- (Janvier 2002)
- Beatmania The Final (Juillet 2002)

### Consoles
PlayStation
- Beatmania (1998)
- Beatmania Append Yebisu Mix(1998)
- Beatmania Append 3rdMix (1998)

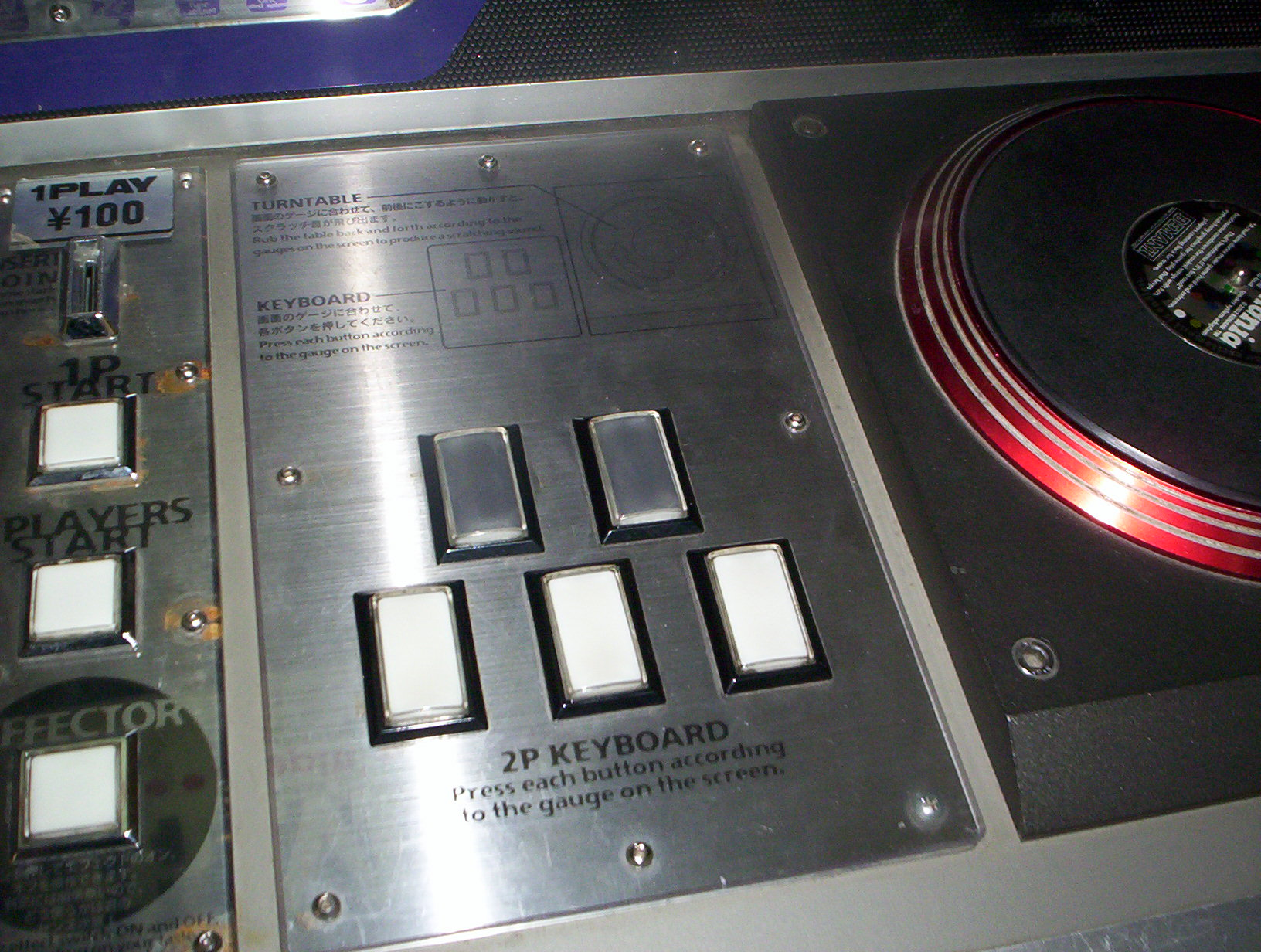
contrôle et clavier sur Beatmania.

- Beatmania Append 3rdMix Mini (1998)
- Beatmania Append GottaMix (1999)
- Beatmania Append 4thMix (1999)
- Beatmania Append 5thMIX (2000)
- Beatmania Best Hits (200)
- Beatmania featuring Dreams Come True (2000)
- Beatmania Append GOTTAMIX 2 – Going Global (2000)
- Beatmania Append ClubMix (2000)
- Beatmania The Sound of Tokyo (2001)
- Beatmania 6thMix + Core Remix (2002)
- Beatmania (Europe) (2000)

Game Boy Color
- Beatmania GB (1999)
- Beatmania GB 2 GatchaMix (1999)
- Beatmania GB GatchaMix2 (2000)

Wonderswan
- Beatmania for Wonderswan (1999)

Bemani Pocket
- Beatmania Pocket
- Beatmania Pocket2
- Beatmania Pocket -SummerMix-
- Beatmania Pocket -AnimeSong Mix1-
- Beatmania Pocket -Tokimeki Memorial Edition-
- Beatmania Pocket Skeleton
- Beatmania Pocket -AnimeSong Mix2-
- Beatmania Pocket 2000
- Beatmania Pocket -Enjoy Georgia Signature-
- Beatmania Pocket -Hello Kitty Edition-
- Beatmania Pocket -AnimeSong Mix3-
- Beatmania Pocket -Tigers version
- Beatmania Pocket -Kawaii! version-
- Beatmania Pocket -Tokimeki Memorial 2 edition
- Beatmania Pocket -Love Stories-
- Beatmania Pocket -KonaMix-
- Beatmania Pocket -Best Hits 2000–
- Beatmania Pocket -Tigers Version2